# Olavius latus
Olavius latus är en ringmaskart som beskrevs av Erséus 1986. Olavius latus ingår i släktet Olavius och familjen glattmaskar. Inga underarter finns listade i Catalogue of Life.